# Kasern (Prettau)
Kasern (im lokalen Dialekt mit lang betontem a Kasern, italienisch Casere) ist eine Fraktion der Gemeinde Prettau im Ahrntal in Südtirol (Italien) mit unter 100 Einwohnern. Seit dem Inkrafttreten des Vertrags von Saint-Germain 1920 ist Kasern das nördlichste Dorf Italiens.

## Lage
Kasern liegt im Talschluss des Ahrntales auf etwa einer Meereshöhe von 1580 m und ist das nördlichste Dorf Südtirols und zugleich Italiens. In Kasern endet die durch das Ahrntal führende SS 621, am Ort fließt die Ahr vorbei.

## Geschichte

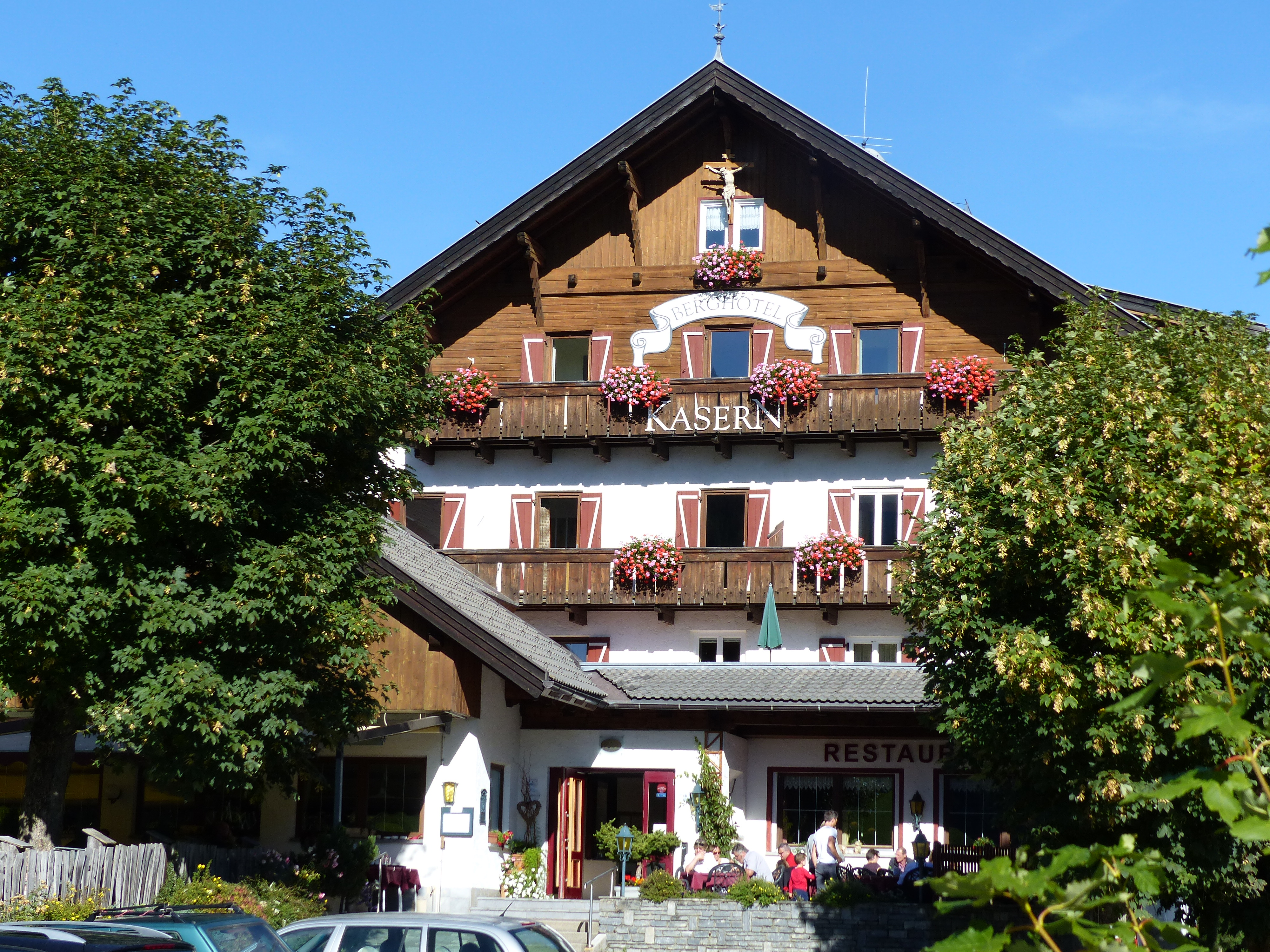
Berghotel Kasern

Der Ort Kasern geht auf das heutige Berghotel Kasern, früher Ahrntaler Tauernhaus, zurück, welches schon in früheren Zeiten Reisenden, die die Tauernübergänge Birnlücke (2665 m) und Krimmler Tauern (2634 m) überquerten, als Unterkunft diente. Der vom Rasthaus übernommene Ortsname lässt sich vom althochdeutschen chasarum herleiten, was Almhütte bedeutet.
Die Ortschaft wurde erstmals 1529 als Gasthof und Hospiz urkundlich erwähnt. Seit 1609 gehört der Brunnwald zu Kasern, im Gegenzug dafür verpflichtete sich der Besitzer des Ortes, Ausrüstung an schlecht ausgerüstete Reisende zu verleihen.

## Kirche
Die Wallfahrtskirche Hl. Geist befindet sich nördlich des Ortes. Der älteste Teil der Kirche wurde um 1150 errichtet, das heutige Kirchengebäude wurde am 22. Juni 1455 vom Brixener Bischof Nikolaus von Kues geweiht.